# Christian Helmig
Christian Helmig est un coureur cycliste luxembourgeois, né le 17 mai 1981. Il est spécialiste du cyclo-cross, et a été membre de 2013 a 2015 de la formation professionnelle Differdange-Losch.
En 2016, il est nommé directeur technique national du cyclisme luxembourgeois à mi-temps à compter du mois de mars, poste qu'il occupe désormais à temps plein depuis le début de l'année 2017.

## Palmarès sur route

### Par années
- 2008
  - 2e étape du Hotter'N Hell Hundred
- 2010
  - 3e du Tour de Bisbee
- 2011
  -  Champion du Luxembourg élites sans contrat
  - 2e du championnat du Luxembourg du contre-la-montre élites sans contrat
  - 3e de l'Athens Twilight Criterium
  - 3e du Tour de Grove
- 2012
  -  Champion du Luxembourg élites sans contrat
  - 6e étape du Nature Valley Grand Prix
  - 3e étape du Hotter'N Hell Hundred
  - 3e étape du Tour d'Austin
  - 2e du championnat du Luxembourg du contre-la-montre élites sans contrat
- 2013
  -  Médaillé de bronze du contre-la-montre des Jeux des petits États d'Europe

### Classements mondiaux
| Année            | 2010 | 2011 | 2012 | 2013   | 2014   |
| ---------------- | ---- | ---- | ---- | ------ | ------ |
| UCI America Tour | 198e |      |      |        |        |
| UCI Europe Tour  |      | 759e | 951e | 1 000e | 1 105e |

## Palmarès en cyclo-cross
| - 2011-2012 - 2e du championnats du Luxembourg de cyclo-cross - 2012-2013 - Champion du Luxembourg de cyclo-cross - Grand-Prix GEBA, Differdange - 2013-2014 - Champion du Luxembourg de cyclo-cross - Grand-Prix GEBA, Differdange | - 2014-2015 - Champion du Luxembourg de cyclo-cross - 2015-2016 - Champion du Luxembourg de cyclo-cross |  |

## Palmarès en VTT

### Jeux des petits États d'Europe
- Cessange 2013
  -  Médaillé d'or du cross-country

### Championnats nationaux
| - 2013 - Champion du Luxembourg de cross-country - 2014 - Champion du Luxembourg de cross-country - Champion du Luxembourg de cross-country marathon - 2015 - Champion du Luxembourg de cross-country - Champion du Luxembourg de cross-country marathon | - 2016 - Champion du Luxembourg de cross-country eliminator - Champion du Luxembourg de l'enduro |  |